# Sant’Angelo Le Fratte
Sant'Angelo Le Fratte község (comune) Olaszország Basilicata régiójában, Potenza megyében.

## Fekvése
A megye nyugati részén fekszik. Határai: Brienza, Caggiano, Polla, Satriano di Lucania, Savoia di Lucania és Tito.

## Története
A vidék már az ókor során lakott volt. 1430-ig egy jelentéktelen falu volt. Ekkor telepedett át ide ideiglenesen az II. Johanna nápolyi királynő által elpusztított Satriano püspöke. Ez nagy lendületet adott a település fejlődésének.

## Népessége
A népesség számának alakulása:

## Főbb látnivalói
- Sacro Cuore e San Michele Arcangelo-templom
- Santissima Annunziata-templom
- Santa Maria-templom
- Madonna di Viaggiano-templom